# فریب (فیلم ۱۹۸۹)
«فریب» (انگلیسی: Deceit (1989 film)) فیلمی در ژانر علمی–تخیلی به کارگردانی آلبرت پایون است که در سال ۱۹۸۹ منتشر شد. از بازیگران آن می‌توان به سم فیلیپس اشاره کرد.